# آکیرا فوسه
آکیرا فوسه (انگلیسی: Akira Fuse; ۱۸ دسامبر ۱۹۴۷ – ) خواننده، و بازیگر اهل ژاپن بود. وی از سال ۱۹۶۵ میلادی تاکنون مشغول فعالیت بوده‌است.
از فیلم‌ها یا برنامه‌های تلویزیونی که وی در آن نقش داشته‌است می‌توان به تورا-سان، همسریاب اشاره کرد.